# Rhamnus napalensis
Rhamnus napalensis là một loài thực vật có hoa trong họ Táo. Loài này được (Wall.) M.A. Lawson miêu tả khoa học đầu tiên năm 1875.